# Красная площадь (Выборг)
Кра́сная площадь — главная площадь города Выборга, ограниченная с четырёх сторон проспектом Ленина, проспектом Суворова, Северной улицей и улицей Ушакова.

## История
История площади связана со старинным колодцем, располагавшимся за пределами Выборгской городской стены. По легенде, Монашеский колодец прозвали «красным» из-за эпизода войны против Сигизмунда — казни сторонников свергнутого короля Швеции Сигизмунда в 1599 году по приказу нового властителя, будущего Карла IX. Здесь шведский наместник города Арвид Таваст и его сын были обезглавлены, а их головы выставлены над Скотопрогонными воротами у Круглой башни. Впоследствии сруб колодца подкрашивали традиционной для Швеции и Финляндии красной краской.
После большого пожара, случившегося в Выборгской крепости в 1738 году, российские военные власти запретили горожанам вновь селиться в районе крепости Короно-Санкт-Анны и в Земляном городе (Рогатой крепости). Поэтому городские жители стали строить деревянные дома по обеим сторонам дороги, ведущей в Петербург. Так в первой половине XVIII века возникло Санкт-Петербургское предместье (на картах XIX века чаще именовалось Петербургским форштадтом). В соответствии с требованиями военного ведомства домики жителей предместья не могли располагаться ближе 130 саженей (270 метров) к Выборгской крепости, так как эспланада должна быть всегда открытой для артиллерийского огня. На открытом месте — эспланаде у городского колодца на берегу Выборгского залива — постепенно сформировалась площадь, ставшая местом отдыха и праздничных развлечений. В 1780-х годах Санкт-Петербургская дорога была спрямлена, расширена и благоустроена. С этого времени она вела прямо к Красному колодцу. Участок дороги от Петербургских ворот до форштадта представлял собой бульвар с мощёными тротуарами. Тогда же была вымощена булыжником и площадь вокруг Красного колодца. Вот как писал путешественник А. Грен о Выборге 1830 года:

Посетив крепость… мы отправились к Красному колодцу. Сей колодезь находится на Петербургской стороне и на возвышенном месте. Здесь часто в праздничные дни молодые обыватели города, обоего пола, собираются играть в разные игры и под волынку пляшут… В четырех шагах от колодца сделаны скамьи для прохлаждения и отдыха прохожих.— 
В 1861 году выборгским губернским землемером Б. О. Нюмальмом был разработан городской план, предусматривавший снос устаревших укреплений Рогатой крепости и формирование сети новых прямых улиц, разделивших территорию бывшего форштадта на участки правильной формы. Согласно плану застройка бывшего Петербургского форштадта соединялась со Старым городом новой главной городской магистралью и парком. Примкнувшая к ним площадь, получившая прямоугольные очертания, на шведских и русских картах именовалась площадью Красного Колодца (швед. Röda Brunns Torget), позднее на финских — площадью Красного Источника (фин. Punaisenlähteentori). До перепланировки нынешняя северная часть площади представляла собой дно мелководной бухты Салакка-Лахти, в которую впадал ручей, протекавший по заболоченной местности. Выполнение генерального плана города с переделом земельных участков и выпрямлением улиц растянулось на долгие годы: некоторые деревянные домики прежнего предместья сохранялись вплоть до советско-финских войн (1939—1944).
- План Выборга с предместьями 1802 года
- Спроектированная площадь Красного Колодца — в самом центре плана 1861 года
- На плане Выборга 1930 года намечена перепланировка кварталов, примыкающих к северной стороне площади

В конце XIX века в Выборге была налажена система городского водоснабжения, построена водонапорная башня и устроен современный водопровод. Надобность в колодце отпала, и в ходе застройки южной части площади он был засыпан. На северной стороне площади, использовавшейся для рыночной торговли, была сооружена весовая палата с помещениями общественных туалетов. В дальнейшем выдвигалось предложение об устройстве фонтана, но по итогам длительного обсуждения для него выбрали место в районе Рыночной площади.
В то время как на Рыночной площади была сосредоточена торговля продуктами питания, все остальные товары продавались на площади Красного Колодца. Здесь велась бойкая торговля различными предметами обихода, промышленными товарами и предметами ручного труда (в том числе тканями, сувенирами и мебелью). Заметную роль играли и продавцы скота (поросят, овец, коз и коров). В торговых палатках, оформленных в единой цветовой гамме, свой товар предлагали не только жители сельской местности Выборгского уезда, но и продавцы, прибывшие издалека, например, торговцы повозками, санями и телегами (с развитием автомобильного транспорта их доля постепенно уменьшалась). Каждую весну и осень проводились ярмарки, которые собирали торговцев и покупателей со всего Карельского перешейка.
Старейшим из сохранившихся зданий, формирующих площадь, является т. н. «Аптечный дом» на её южном углу. Его проект разработал в 1887 году Ф. Теслев. Строительство было закончено в 1888 году. Первый этаж трёхэтажного жилого здания занимала аптека, основанная в 1857 году Йоганном Казимиром фон Цвейгбергом. Здание неоднократно перестраивалось и расширялось: в частности, в 1890 году по проекту архитектора Б. Бломквиста, а 1905 году по проекту архитектора А. Шульмана, когда в значительной части помещений разместился магазин скобяных товаров. В 1957 году проведена последняя перепланировка с расширением здания, в результате чего нарядный неоренессанссный облик фасада сменился строгим неоклассическим.
Гораздо лучше сохранился фасад бывшего ресторана общества трезвенников — углового здания, спроектированного в 1890 году архитектором Б. Бломквистом в стиле неоренессанса. С 1898 по 1935 год здание занимала городская библиотека, а затем институт по обучению взрослых. В 1941—1944 годах в здании работал городской театр, с 1949 года до 1980-х годов — дом пионеров. В настоящее время в сравнительно небольшом доме, благополучно пережившем планы по сносу 1930-х годов и планы по надстройке 1960-х годов, находится сразу несколько различных организаций.
Въезд на площадь по Ленинградскому шоссе оформлен двумя жилыми зданиями с башнями в стиле северный модерн, возведёнными в 1902—1905 годах по проекту архитектора А. Шульмана: здание компании «Отсо» и здание компании «Арина». С ними гармонично сочетается спроектированное в 1907 году архитектором П. Уотилой для купца С. Москвина многоквартирное здание с магазинами на первом этаже, украшенное двумя оригинальными башенками.
В соответствии с генеральным планом Выборга 1929 года, разработанным архитектором О.-И. Меурманом, предполагалось выпрямить въезд в город с юго-восточной стороны, проложив главную городскую автодорогу от Южного кладбища через площадь Мельничной горы до района дома Лаллукки. В связи с этим намечалась перепланировка кварталов, примыкающих к площади Красного Колодца с северной стороны, и замена малоэтажной застройки площади многоэтажными домами с изменением её роли с места торговли на транспортный узел. Так появилось внушительное трёхчастное многоквартирное здание компании «Кулма» с банковским корпусом и учреждениями культуры, возведённое в 1938 году по проекту О. Каллио в стиле функционализма на месте снесённых одноэтажных построек. Летом 1938 года на площади были установлены новые фонари, а также заменена мостовая улиц, обрамляющих площадь.
В рамках общей концепции в конце 1930-х годов был разработан проект реконструкции площади, предусматривающий снос весовой палаты и строительство автовокзала с автостоянкой за счёт сокращения количества торговых мест. В итоге весовую палату снесли (с размещением общественных туалетов в одноэтажном коммерческом здании, сооружённом в 1939 году на участке у бывшего ресторана общества трезвенников), но реализации планов строительства автовокзала помешали советско-финские войны (1939—1944), в результате которых площадь сменила название: после Советско-финляндской войны (1939—1940) — на площадь Победы, а после Великой Отечественной войны — на нынешнее наименование.
До 1957 года площадь входила в маршрут Выборгского трамвая.
К концу 1950-х годов было завершено восстановление окружающих Красную площадь зданий, которые сильно пострадали в ходе военных действий. В условиях определяющего влияния знаменитого постановления «Об устранении излишеств в проектировании и строительстве» был утрачен ряд элементов фасадного декора, только частично восстановленных при позднейших ремонтах. В 1957 году Красную площадь вымостили диабазовой мозаикой, а на месте весовой палаты установили памятник Ленину — самую большую в городе статую. После реконструкции, приуроченной к сорокалетию Октябрьской революции, площадь приобрела торжественный облик и стала главным местом проведения митингов, демонстраций и мероприятий, посвящённых главным праздникам: День города, День Победы, Новый год и т. п., вследствие чего к ней от Соборной площади перешёл статус главной площади города. За памятником Ленину установлены флагштоки, на которых по праздникам поднимаются государственные флаги.
В послевоенное время оставался незастроенным участок на северо-западной стороне площади. Ещё в 1877 году на нём по проекту архитектора Ф. Оденваля были построены два деревянных одноэтажных жилых дома. В 1904 году они были перестроены по проекту Аугуста Карлссона с добавлением стеклянных витрин и узких пристроек, облицованных камнем. В одном из зданий размещался магазин губернской тюрьмы. Хотя планы 1930-х годов по многоэтажной застройке этого участка не были осуществлены, он освободился в ходе советско-финских войн, и до конца XX века здесь размещалась металлическая трибуна с гербом СССР, изготовленная на Выборгском судостроительном заводе. Предполагалось заменить её капитальным сооружением, но проект советского времени по строительству административного здания горкома КПСС и исполкома горсовета со встроенной трибуной не был реализован, и в 2005 году участок заняло современное жилое здание c коммерческими помещениями.
В нижних этажах зданий, формирующих площадь, размещены магазины, кафе, банки и другие организации. На углу бывшего здания компании «Кулма», в котором с 1947 года находится дом культуры, на протяжении второй половины XX века размещались часы. С возведением в 2005 году соседнего жилого многоквартирного дома городские часы расположились под крышей левой стороны его фасада, стилизованной под часовую башню.
С 2008 года, после разделения всей территории Выборга на микрорайоны, Красная площадь относится к Центральному микрорайону города.

## Изображения
- Памятник Ленину на фоне здания с «часовой башней»
- Бывший ресторан общества трезвости
- Памятник Ленину на фоне здания бывшей Выборгской сельской общины
- Въезд на площадь
с Ленинградского шоссе
- Бывший дом купца Москвина
- Восточная сторона площади
- Аптечный дом